# Культура одиночных погребений
Культу́ра одино́чных погребе́ний (англ. Single Grave culture, нем. Einzelgrabkultur) — археологическая культура эпохи энеолита. Существовала на территории Ютландии, на северо-западе Германии и юго-западе Польши (Поморье, Великая Польша, Куявия) в период 2800—2300 гг. до н. э.

## Возникновение и развитие
Считается северным вариантом культуры шнуровой керамики. Имеет также ряд общих черт с 4-й фазой культуры колоколовидных кубков (кубки с донышком).
Ливерсейдж (Liversage, 1987) выделял в развитии культуры 4 фазы:
- Луструп (Lustrup) — посуда, украшенная отпечатками шнура и пальцев. Для фазы характерны крупные сосуды для запасов или с тонкостенным профилем
- Глаттруп (Glattrup) — напоминает Луструп, однако с ней дополнительно связан шаровидный профиль посуды или украшения в виде отпечатков раковин сердцевидки
- Виндум (Vindum) — появляются богато украшенные «кубки с донышком» и «яйцевидные кубки».
- Мюрхёй (Myrhøj) — используется зонально-метоповый орнамент, заимствованный у культуры колоколовидных кубков. Для фазы также характерны ланцетовидные кременные топоры.

## Керамика
Имелось два вида керамики: бытовая и погребальная, которые отличались по качеству и оформлению. Керамика украшалась отпечатками шнура, моллюска сердцевидки, ёлочкой, орнаментом в виде «колючей проволоки». Украшались верхние части сосудов. Позднее появляется также метоповый орнамент и пластичные полоски.

## Артефакты
В захоронениях часто встречаются ритуальные ланцетовидные кремнёвые или медные кинжалы, топоры типов A1, B1, K (так называемые «дегенеративные»). Часто встречаются украшения из янтаря.

## Поселения
Первоначально жители культуры обитали в кратковременных поселениях. Позднее они переходят к постоянным поселениям.

## Погребения
В погребальных ритуалах существовало большое разнообразие. Чаще встречаются подкурганные, мегалитические или же плоские (вровень с землёй) погребения. Также обнаружены погребения в виде ванн, округлые или в деревянных гробах, иногда погребальная камера обкладывалась камнем. В Ютландии и Германии погребения являются одиночными, тогда как в Польше встречаются коллективные погребения. Преобладает трупоположение, однако в Гольштейне встречается кремация. В могилы укладывались личные принадлежности покойного, такие, как кубки, принадлежности для стрельбы из лука, каменные или медные кинжалы. Среди погребений преобладают могилы взрослых мужчин, предположительно воинов. Погребения женщин и детей — спорадичные; возможно, для них существовал иной обряд, в результате которого могилы не оставляли археологически значимых следов. Мужчин хоронили на правом боку лицом на юг, женщин — на левом боку.

## Палеогенетика
Происхождение популяции моделируется палеогенетиками из следующих предковых компонентов:
- 2/3 — западные степные скотоводы
- до 1/4 — культура шаровидных амфор
- небольшая примесь скандинавских неолитических земледельцев

У представителей культуры одиночных могил из погребения в Гьеррилде (Gjerrild burial, 2600/2500—2200 лет до н. э.) в Центральной Ютландии определили митохондриальные гаплогруппы K2a и HV0. У поздненеолитического по археологической хронологии образца Gjerrild 5 (SGC/LN, 2283—2035 лет до н. э.) — ребёнка, убитого стрелой, определили Y-хромосомную наплогруппу R1b (субклад R1b1a1-L388>R1b1a1b-V1636 в ISOGG2018 или R1b1a2-V1636 в ISOGG2019-2020, который ранее был обнаружен в трёх образцах из захоронений эпохи энеолита в Понтийско-Каспийской степи и у энеолитического образца ART038 из Арслантепе в Центральной Анатолии (Fig. 3)). Разделение линий R1b1a1b-V1636 и R1b1a1a-P297 предшествует расширению и диверсификации линии R1b1a1a2-M269, которая содержит субклад R1b1a1a2a2-Z2103, распространённый у представителей ямной культуры и субклад R1b1a1a2a1-L51, распространённый у современных европейцев.